# Eupelmus heinei
Eupelmus heinei är en stekelart som beskrevs av Girault 1922. Eupelmus heinei ingår i släktet Eupelmus och familjen hoppglanssteklar. Inga underarter finns listade i Catalogue of Life.